# Amakusa (huyện)
Amakusa (天草郡 Amakusa-gun) là huyện thuộc tỉnh Kumamoto, Nhật Bản. Tính đến ngày 1 tháng 10 năm 2020, dân số ước tính của huyện là 7.114 người và mật độ dân số là 110 người/km2. Tổng diện tích của huyện là 67,58 km2.